# Entertainment!
Entertainment! ist das Debütalbum der britischen Rockband Gang of Four und erschien im September 1979. Das Album zählt zu den wichtigsten Veröffentlichungen im Genre des Post-Punks und beeinflusste zahlreiche nachfolgende Bands. Die vorab veröffentlichte Single At Home He’s a Tourist erreichte Platz 58 der britischen Charts und ist damit der kommerziell erfolgreichste Song der Band.

## Wissenswertes
Die 1978 veröffentlichte EP Damaged Goods führte trotz aller Bedenken wegen der sexuellen Anspielungen in den Texten der Band zu einem Plattenvertrag mit dem Majorlabel EMI. Die Band studierte die Lieder innerhalb einer Woche in einem Bauernhaus mit angeschlossenem Proberaum in Wales ein. Die Aufnahmen zum Debütalbum fanden im Londoner Studio The Workhouse statt und dauerten drei Wochen. Produziert wurde es von Andy Gill und John King gemeinsam mit dem Bandmanager Rob Warr. Es wurden keine Effekte oder Overdubs verwendet, weil die Band so authentisch wie möglich klingen wollte. Deshalb hielt die Plattenfirma das Masterband zunächst für ein Demo, veröffentlichte das Album allerdings ohne weitere Nachbearbeitung.
Die Lieder wurden von der Band gemeinschaftlich komponiert. Die von Andy Gill und Jon King verfassten Texte werden als „wohlüberlegte marxistische Analysen alter Schule“ bezeichnet. Am Gesang waren alle Bandmitglieder beteiligt:

„We saw all the elements, the four voices of the band as working together to create this rhythmic groove.“

„Wir betrachteten alle Elemente und die vier Stimmen der Band[mitglieder] als Einheit, um diesen rhythmischen Groove zu erzeugen.“

Zentrales Thema des Albums ist der negative Einfluss der Medien auf das Privatleben der Menschen, insbesondere auf ihr Sexualleben. Auf der inneren Plattenhülle befinden sich Bilder aus Fernsehsendungen, versehen mit Slogans wie „However unsavoury, events are shown in a palatable way“ (sinngemäß: „Eigentlich abstoßende Ereignisse werden auf angenehme Weise dargestellt.“) oder „Dramatic events on the other side of the world made simply at home“ (sinngemäß: „Dramatische Ereignisse auf der anderen Seite der Welt verlieren zu Hause ihren Schrecken.“). Als sie 1979 mit ihrem Lied „At Home He’s a Tourist“ in der Fernsehsendung Top of the Pops auftreten sollten, lehnten sie ab, weil sie im Text des Liedes das Wort „rubber“ (engl. Slang für Kondom) nicht durch ein anderes Wort ersetzen wollten.

## Texte und Musik
Das Album beginnt mit „Ether“, das von Vorwürfen gegen die britische Polizei handelt, die in den 1970er Jahren IRA-Mitglieder gefoltert haben soll. Das Lied ist mit parallelem Gesang versehen, eine Gesangsspur erzählt die Geschichte aus Sicht eines Normalbürgers, der von nichts wusste, die andere erzählt die Geschichte aus der Sicht eines Betroffenen. Darauf folgt „Natural’s Not in It“, das weder Strophe noch Bridge und Refrain enthält und auf einem einzigen Gitarrenriff basiert. „Not Great Men“ entstand während der Proben in Wales und war das letzte Lied, das die Band für das Album schrieb. Die Idee zu „Damaged Goods“ entstand während eines Einkaufes in einem Supermarkt in Leeds. Das Stück basiert auf einem R&B-typischen Rhythmus und wurde bereits für die gleichnamige EP aufgenommen. Der Band war die Aufnahmequalität nicht gut genug, weshalb sie es für Entertainment! neu aufnahm. Das fünfte Lied „Return the Gift“ wurde auf einer Akustikgitarre geschrieben. „Guns Before Butter“ soll die Nationalsozialisten karikieren, inspiriert wurde die Band dabei von John Heartfields Fotomontagen.
Die B-Seite beginnt mit „I Found That Essence Rare“. Die Idee dazu kam Jon King angesichts einer Parfümwerbung und soll das Paradoxon ausdrücken, dass ein zweiteiliger Badeanzug den gleichen Namen trägt wie ein Atoll, auf dem Atomwaffen getestet wurden, nämlich Bikini. Das Lied ist in der Gesamtform AABA gehalten und sehr rockig, weshalb EMI es ursprünglich als erste Single auskoppeln wollte. Mit „Glass“ wollte die Band einen klassischen Pop-Song schreiben, weshalb sie sich beim Komponieren an der so genannten Tin-Pan-Alley-Regel orientierte. Mit „Contract“ verarbeitete Jon King Eindrücke aus seinem Kunststudium. Die Idee hinter dem Text ist die Frage, wie die Lieder der Band aussehen würden, wenn sie Gemälde wären. Auf „At Home He’s a Tourist“ vermischte die Band Disco, Funk und Rockmusik. Das Lied wurde in einem Take aufgenommen. „5.45“ hat seine Wurzeln im Reggae. Der Text des Stückes handelt davon, dass man zu Hause fernsieht, während ein paar Straßen weiter Menschen getötet werden. Das erste Lied, das die Band für das Album schrieb, war das letzte Stück des Albums mit dem Titel „Anthrax“. Inspiriert wurden die Musiker von den Filmen des Regisseurs Jean-Luc Godard sowie von den Schriften von Raymond Chandler. Das Lied ist mit einem funkigen Schlagzeug und Bass unterlegt, über denen zwei improvisierte Gitarrenparts und zwei Gesangsteile liegen welche sich immer wieder überschneiden.

## Titelliste
Alle Songs stammen aus der Feder von Dave Allen, Hugo Burnham, Andy Gill und Jon King.
Seite 1
1. Ether – 3:51
2. Natural’s Not in It – 3:06
3. Not Great Men – 3:05
4. Damaged Goods – 3:27
5. Return the Gift – 3:05
6. Guns Before Butter – 3:47
Seite 2
7. I Found That Essence Rare – 3:13
8. Glass – 2:28
9. Contract – 2:39
10. At Home He’s a Tourist – 3:30
11. 5.45 – 3:40
12. Anthrax – 4:20

## Rezension
Die Musikzeitschrift Rolling Stone wählte Entertainment! 2003 auf Platz 490, 2012 auf Platz 483 und 2020 auf Platz 273 der 500 besten Alben aller Zeiten. Das Album belegt zudem Platz 81 der 100 besten Debütalben und Platz 5 der 40 besten Punk-Alben. Das Magazin wählte es zudem auf Platz 63 der 100 besten Alben der 1980er Jahre, obwohl es noch 1979 erschienen ist.
New Musical Express führt Entertainment! auf Platz 159 der 500 besten Alben aller Zeiten.
In der Auswahl der 100 besten Alben der 1970er Jahre von Pitchfork erreichte Entertainment! Platz 8.
Uncut wählte es auf Platz 139 der 200 besten Alben aller Zeiten.
Das Album wurde in die 1001 Albums You Must Hear Before You Die aufgenommen.
Das Debütalbum von Gang of Four gilt als richtungsweisend für einige Genres und nachfolgende Bands, Andy Kellman von Allmusic nennt Rage Against the Machine oder Fugazi, die das Album zu ihren Einflussgebern zählen. Daneben schreibt er dem Album zu, Einflüsse auf den Rap-Metal und teilweise den Indie-Rock gehabt zu haben. Die Musik charakterisiert er als „funkige Rhythmen, scharfe pointillistische Gitarren-Stakkatos mit Shouts und Sprechgesang“ und resümiert, dass „kein subversives Album stärker, einflussreicher und aufregender sei als dieses“. Jess Harvell von Pitchfork Media bezeichnet das morsecode-artige Gitarrenspiel auf dem Album als die größte Innovation und vergleicht Entertainment! mit einem Schwarzen Loch, das keine Romantik entweichen lasse. Das Magazin Rolling Stone stellte in einem zeitgenössischen Review fest, dass es sich um eine „brillante, grimmige Tanz-Band“ handelt, die „etwas zu sagen hat“ und „zwar nicht die Meinung des Hörers ändert, aber seine Aufmerksamkeit erregt“.